# Александрс Бірзеніекс
Александрс Бірзеніекс (латис. Aleksandrs Birzenieks — латвійський та радянський архітектор, дизайнер і педагог.

## Біографія
Александрс Бірзеніекс народився 18 серпня 1893 в Ризі.
Батько — Крішьяна Бірзеніекс (латис. Krišjānis Birzenieks), мати — Юта Бірзеніеце, уроджена Крастиня (латис. Juta Birzeniece, dz. Krastiņa).
У 1915 закінчив Ризьке реальне училище Міллера.
У 1915 вступив на архітектурний факультет Вищої школи Латвії (Політехнічний інститут, нині — Латвійський університет). Диплом архітектора отримав 26 червня 1921. Учень відомих латвійських архітекторів — Ейженса Лаубе, Ернеста Шталберга і Пауля Кундзіньша.
Працював в Департаменті будівельних конструкцій.
1922-1960 викладав у Ризькому державному технікумі, Ризькому політехнічному інституті та Латвійському державному університеті.
З 1939 приват-доцент.
1939-1940 — член Міської Ради Риги. Представник Торговельної палати.
Доцент, кандидат архітектури (1945).
Дружина — Альма Бірзеніеце, уроджена Салтупс, (латис. Alma Birzeniece, dz. Saltups, 16 листопада 1900 — 27 березня 1982).
З 1921 до останніх днів вів активну архітектурну і педагогічну роботу.
Автор монографії «Портали старої Риги», статей з архітектури ризького бароко та класицизму, курсу лекцій по дизайну меблів та архітектурного проектування.
Серед учнів Бірзеніекса — відомі латвійські архітектори: Карліс Плуксне, Марта Станя та інші.
Помер 3 січня 1980. Похований в Ризі на Братському кладовищі, яке спроектував в 1936.

## Основні роботи
- Меморіал 36 воїнам в районі Єкабпілс (1924)
- «Пам'ятник Свободи» в Крустпілс (1925)
- Газетні кіоски в Ризі (1927)
- Пам'ятник польським воїнам полеглим під Даугавпілс (1928)
- Пам'ятник латиським воїнам в Даугавпілсі (1928)
- Ворота кладовища Райніса (1929)
- Пам'ятник у церкві св. Тома в Яунпіебалге (1930)
- Пам'ятник загиблим латиським морякам в Шотландії (1930-ті)
- Естради для проведення Свята пісні в Ризі (1931, 1933, 1938)
- Інтер'єр «Латвійського залу» у Палаці Ліги Націй в Женеві (1938)
- Пам'ятник на могилі Петеріса Федерса на Лісовому кладовищі (1939)
- Меморіальний комплекс Братського кладовища (1924-1936)
- Міністерство освіти Латвії (інтер'єри)
- Концертний зал «Дзинтарі» (1936)
- Пам'ятник учасникам революційного руху на кладовищі Матіса (1959). Авторам комплексу архітекторам Александрсу Бірзеніексу, Олегу Закаменному та скульптору Льву Буковському в 1960 була присуджена Державна премія Латвійської РСР
- Консультант при реставраційних роботах в замку Ліелстраупе

### Естрадні комплекси Свят пісні
В 1926 в Латвійській Республіці була продовжена традиція проведення Всенародного Свята пісні.
VI Свято пісні (1926) був проведений на центральній ризької площі — Еспланаді. Естрадні споруди VI фестивалю проектував педагог Александрс Бірзеніекс — доцент Пауль Кундзіньш (латис. Pauls Kundziņš).
Починаючи з VII Свята пісні (1931), величезні споруди естради з партером, амфітеатром і підсобними приміщеннями проектував архітектор Александрс Бірзеніекс, застосовуючи власні оригінальні конструкції.
Естради VII (1931) і VIII (1933) Свят пісні і танцю, проведених на Еспланаді, а також IX (1938, на площі Перемоги), споруджувалися за оригінальними проектами, з урахуванням нових вимог і віяння стильових особливостей «архітектурної моди».
Перші два Свята пісні Радянської Латвії (1948 та 1950), проходили на місці сучасного парку Еспланада. При спорудженні естради, що вміщає багатотисячний хор, був використаний великий досвід архітектора Александрса Бірзеніекса.
| Конструкція естради IX Свята пісні. 1938 рік. |  | Естрада Свята Пісні. Эспланада. 1931 рік |  | Свято Пісні. Еспланада. 1933 рік |  | Естрада Свята Пісні. Площа Перемоги. 1938 рік |

### Меморіальні комплекси

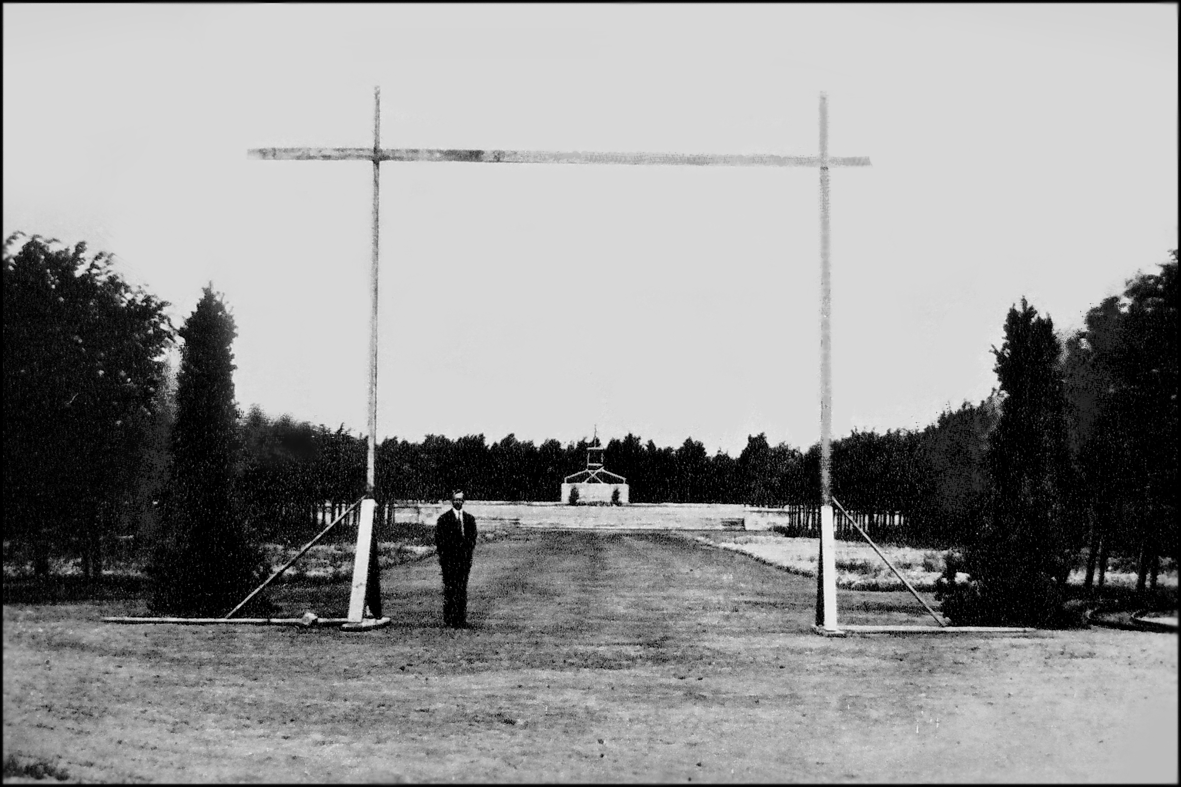
Архітектор А. Бірзеніекс корігує габарити арки Братського кладовища. 1928

В 1924 Александрс Бірзеніекс створив меморіальний комплекс воїнам загиблим з 1918 по 1920 у районі Екабпілс. Перший досвід роботи над подібною темою, він отримав в колективі під керівництвом свого педагога Ейженса Лаубе. Цей меморіал став першою самостійною роботою.
Згодом архітектор періодично повертався до створення пам'ятників героям Латвії — воїнам і морякам. До 1930 майстер створив близько десяти меморіалів на території Латвії, в Естонії і Шотландії.
Найбільшою роботою архітектора стало проектування меморіального комплексу Братського кладовища в Ризі.
Ескізний проект планування Братського кладовища був розроблений ще в 1917 ландшафтним архітектором Андрієм Зейдаксом і майстром ризького модерну Ейженс Лаубе.
Разом зі скульптором Карлісом Залі, архітектором Петерісом Федерсісом і ландшафтним дизайнером Андрієм Зейдаксом, архітектором Александрсом Бірзеніексом працював над створенням цього комплексу з 1924 по 1936.
| Ворота кладовища Райніса 1929 рік |  | Меморіальна арка Братського кладовища 1924 — 1936 |  |

| Меморіал в Єкабпілсі. 1924 рік |  | Меморіал у Даугавпілсі. 1928 рік |  | Меморіал у Тірзе. 1928 рік |  | Меморіал в Яунпіебалге. 1928 рік |

## Література

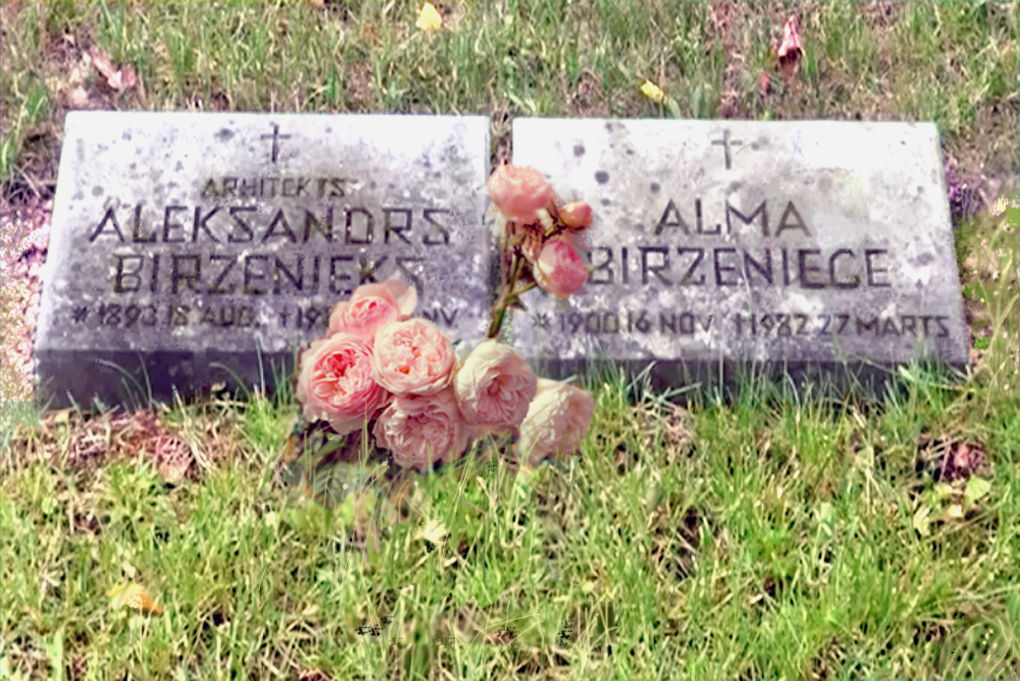
Місце поховання Александрса Бірзеніекса і Альми Бірзеніеце.
Братське кладовище, Рига